# Wizo
Wizo is een Duitse punkband afkomstig uit Sindelfingen. De band werd opgericht in 1985 en bestond van 1985 tot maart 2005, waarna Wizo weer heropgericht werd in november 2009. Wizo is erg links, wat ook terug te horen is in de teksten van de band.

## Leden
Huidige leden
- Axel Kurth - zang, gitaar (1985-2005, 2009-heden)
- Thorsten Schwämmle - basgitaar (2009-heden)
- Alex Stinson - drums (2015-heden)

Voormalige leden
- Jörn Genserowski - basgitaar 1985-2005)
- Ratz - drums (1987-1990)
- Charly Zasko - drums (1990-1996)
- Ingo Hahn - drums (1996-1998)
- Thomas Guhl - drums (1998-2005, 2009-2015)

## Geschiedenis
Jochen Bix richtte samen met vrienden de band Wieso (Duits: waarom) op in Sindelfingen. In 1986 werd de naam veranderd naar Wizo, waarna de eerste liveshow werd gehouden in 1987. In 1988 nam de band een demo op die dat jaar ook werd uitgegeven. In 1990 volgde een tweede demo. Bix nam slechts een paar zangpartijen voor zijn rekening, waarna hij de band verliet en Axel Kurth hem als frontman verving. Later dat jaar richtte de band het label Hulk Räckorz op en werd de eerste ep Klebstoff uitgegeven. In 1991 werd het debuutalbum Für'n Arsch uitgegeven.
In 1992 werd het tweede studioalbum van Wizo uitgegeven, getiteld Bleib Tapfer. In 1995 tekende band een contract bij het grotere Amerikaanse punklabel Fat Wreck Chords, waarbij de band het derde studioalbum Uuaarrgh! (1994) opnieuw liet uitgeven, ditmaal in Amerika. In dit jaar ging de band tevens op tour met Die Ärzte.
De lineup van de band veranderde voor de eerste keer in jaren in 1996. Ingo Hahn verving drummer Charly Zasko. Hahn bleef slechts twee jaar bij de band. Met Hahn werd de single "NUAZO" opgenomen en een splitalbum met de Japanse punkband Hi-Standard getiteld Weihnachten Stinkt!. Ook speelt Hahn op enkele nummers van het verzamelalbum Kraut & Rüben (1998) en het compilatiealbum Life in the Fat Lane (1999).
Het verzamelalbum Kraut & Rüben werd uitgebracht in 1998 door Fat Wreck Chords met het doel om de band ook buiten Duitsland bekender te maken. Dat jaar werd drummer Hahn vervangen door Herr Guhl.
In september 2004 liet de band een album van vijf nummers uitgeven op een USB-stick getiteld Stick EP. Volgens de band zelf was dit voor de eerste keer dat een album op dit formaat werd uitgegeven. De stick bevat ook foto's, de bijhorende teksten van de nummers, een video en een tabulatuur. In november dat jaar maakte de band bekend van plan te zijn om in maart 2005 te stoppen.
In 2009 werd de band heropgericht. Bassist Jörn Genserowski werd vervangen door Thorsten Schwämmle en Thomas Guhl werd uiteindelijk in 2015 vervangen door Alex Stinson. Kurth is daarmee het enige overgebleven oorspronkelijke lid van de band. Het laatste studioalbum van Wizo werd uitgegeven op 4 augustus 2016 en is getiteld DER.

## Discografie
Studioalbums
- Für'n Arsch (1991)
- Bleib Tapfer (1992)
- Uuaarrgh! (1994)
- Herrenhandtasche (1995)
- Anderster (2004)
- Punk gibt's nicht umsonst! (Teil III) (2014)
- Der (2016)